# Pell de diable
"Pell de diable" (títol original en anglès "Skin of Evil") és el vint-i-tresè episodi de la primera temporada de la sèrie de televisió de ciència-ficció estatunidenca Star Trek: La nova generació, es va emetre originalment el 25 d'abril de 1988, en redifusió als Estats Units. La premissa de la història va ser escrita per Joseph Stefano, la reproducció del qual va ser reescrita per Hannah Louise Shearer. L'episodi va ser dirigit per Joseph L. Scanlan.
Ambientada al segle XXIV, la sèrie segueix les aventures de la tripulació de la nau de la Flota Estel·lar de la Federació Enterprise-D. En aquest episodi, l' Enterprise corre per rescatar Deanna Troi (Marina Sirtis) d'una llançadora accidentada, que està sent captiva per Armus, una forma de vida alienígena (Mart McChesney, amb la veu de Ron Gans). En investigar l'accident, la tinent Tasha Yar (Denise Crosby) és assassinada per Armus; Troi és finalment rescatada després que el capità Picard (Patrick Stewart) distregui l'extraterrestre.
La mort de Yar a l'episodi va ser el resultat de la sol·licitud de Crosby de ser alliberada del seu contracte. (Els episodis es van filmar fora d'ordre; l'últim episodi de Yar de la primera temporada filmat va ser "Simbiosi", que en la redifusió de primera tirada va precedir immediatament "Pell de diable".) La forma de la mort de Yar estava pensada per ser típica de l'amenaça que suposava per a l'oficial de seguretat i era el que el creador de l'espectacle Gene Roddenberry havia pensat.. L'episodi va ser mal rebut per la majoria de crítics, que van rebutjar en particular la criatura Armus i la forma de la mort de Yar.

## Argument
L' Enterprise rep un senyal de socors d'una llançadora que torna Deanna Troi d'una conferència. Troben que la llançadora s'ha estavellat en un planeta desolat, Vagra II, i mentre poden trobar els signes de vida de Troi i el pilot, el tinent. Ben Prieto (Raymond Forchion), són incapaços de portar-los dos a la nau. S'hi envia equip visitant i descobreix una piscina animada d'una substància semblant al quitrà, una forma de vida malèvola que s'anomena Armus. Quan la tinent Yar intenta apropar-se a la llançadora, Armus la llança esquena amb una explosió psicocinètica, matant-la a l'instant. L'equip torna a l' Enterprise, però les lesions de Yar són massa grans perquè la Dra. Crusher (Gates McFadden) hi posi remei i no poden reanimar-la. Un segon equip visitant és enviat al planeta; Armus es burla dels membres de la tripulació i manté el control de la llançadora. Troi s'ha comunicat amb Armus i ha après que és una manifestació física del Mal dels cossos d'una raça antiga, abandonada a Vagra II.
L'Enterprise escaneja el camp d'energia d'Armus, trobant que quan expressa la seva ràbia a Troi en comptes de suprimir-lo, el camp es debilita, cosa que podria permetre que Troi i Prieto fugissin de la llançadora. Després que l'Armus jugui amb Troi embolicant completament el comandant Riker (Jonathan Frakes), el capità Picard s'hi envia per parlar directament amb Armus, enviant la resta de l'equip visitant a la nau. Picard entaula Armus en una acalorada discussió per descobrir el seu motiu, que és venjar-se dels que el van abandonar a Vagra II. Armus s'enfada fins al punt que el camp d'energia es dissipa prou, permetent que Picard, Troi i Prieto siguin tornats de manera segura a l'Enterprise, deixant a Armus plorant de fúria una vegada més. Després de destruir la llançadora des de l'òrbita, Picard ordena una quarantena permanent a Vagra II.
Quan surten de Vagra II, la tripulació celebra un servei commemoratiu per la tinent Yar, amb una simulació gravada de Yar dirigint-se a cadascun dels membres de la tripulació sènior explicant-los què significaven per a ella i què va aprendre de cadascun d'ells. Després del servei, Data (Brent Spiner), que abans s'havia acostat a Yar, li diu a Picard que està confós pel que fa al propòsit del servei. Diu que els seus pensaments no són per a la Tasha sinó per a ell mateix, perquè només pot pensar en com de buida serà la seva vida sense ella. Li pregunta si ha perdut el punt, però Picard li assegura que ho ha entès.

## Repartiment i doblatge al català
La sèrie va ser doblada al català pels estudis Tramontana (primera part) i Soundtrack (segona part) i emesa a TV3 l’any 1991. Els dobladors de l'episodi foren:
| Personatge             | Actor/actriu     | Veu en català        |
| ---------------------- | ---------------- | -------------------- |
| Jean-Luc Picard        | Patrick Stewart  | Joan Crosas          |
| William Riker          | Jonathan Frakes  | Antoni Forteza       |
| Data                   | Brent Spinner    | Joaquim Sota         |
| Geordi La Forge        | LeVar Burton     | Aleix Estadella      |
| Worf                   | Michael Dorn     | Enric Arquimbau      |
| Beverly Crusher        | Gates McFadden   | Pilar Rubiella       |
| Deanna Troi            | Marina Sirtis    | Alicia Laorden       |
| Tasha Yar              | Denise Crosby    | Teresa Manresa       |
| Wesley Crusher         | Will Wheaton     | Roger Pera           |
| Armus                  | Mart McChesney   | Enric Serra Frediani |
| Tinent Leland T. Lynch | Walker Boone     | Aleix Puiggalí       |
| Ben Prieto             | Raymond Forchion | Manel Català         |
| Veu de l'ordinador     | Majel Barrett    | Carme Canet          |

## Producció

### Història i càsting

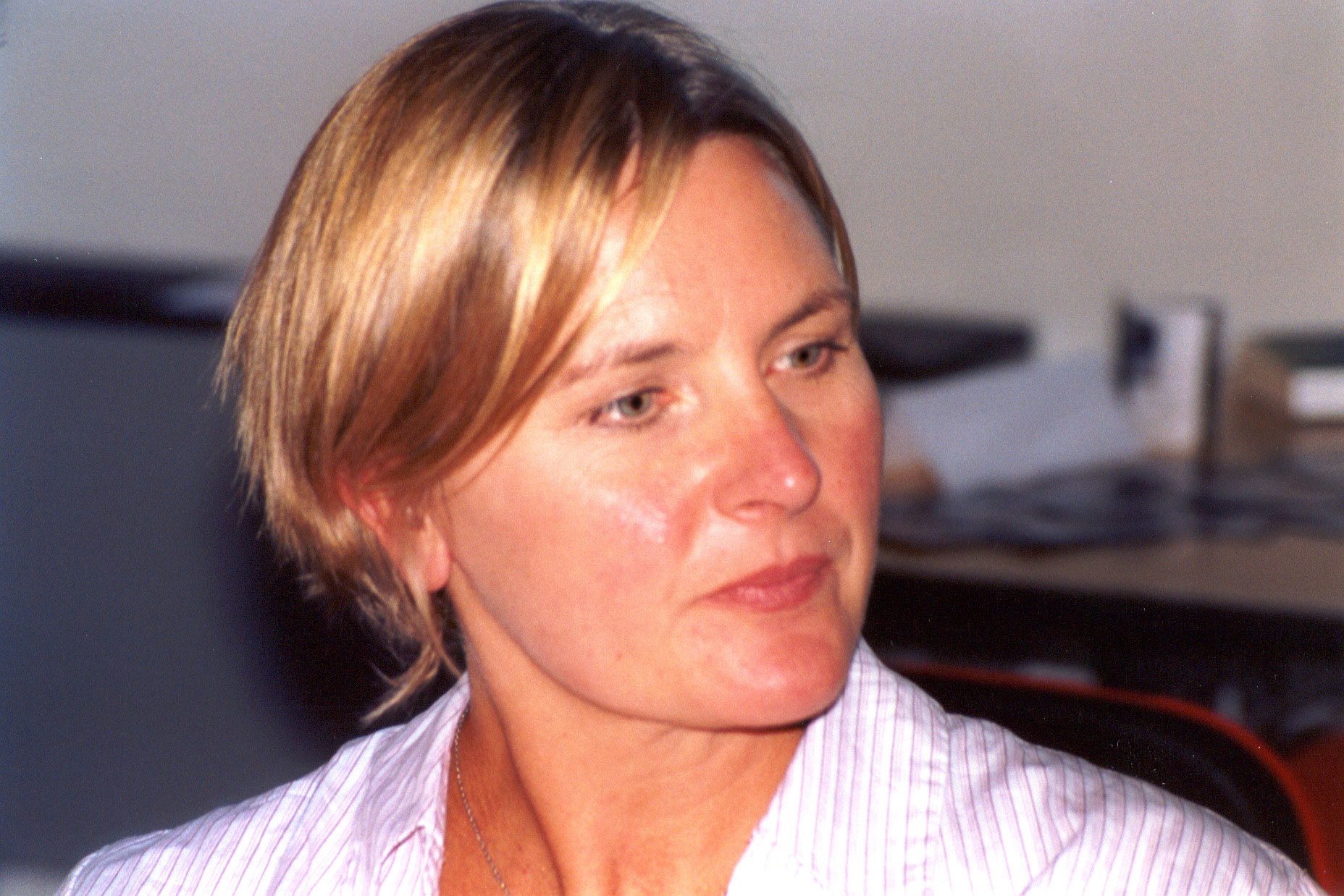
El personatge de Denise Crosby, Tasha Yar, va ser assassinat en aquest episodi després que l'actriu demanés ser alliberada del seu contracte.

La història original, aleshores titulada "The Shroud", va ser escrita per Joseph Stefano, que abans havia treballat a The Outer Limits. Hannah Louise Shearer va rebre l'encàrrec de reescriure la presa original. El primer esborrany tenia la mort de Yar a principis de l'episodi i el focus principal de l'episodi era la criatura Armus en lloc de la seva mort. Va ser el creador de l'espectacle Gene Roddenberry qui va argumentar a favor de la seva sobtada mort, ja que va considerar que era adequat per a un agent de seguretat. Roddenberry també va argumentar en contra de matar Armus com a represàlia. Shearer descriu més tard la decisió dient "Gene va sentir que no podríem matar la criatura, perquè no ens correspon, com a éssers humans, fer un judici moral sobre qualsevol criatura que ens trobem, perquè no som Déu".
La mort de Yar a l'episodi va ser després que Crosby hagués demanat que se la deixés de contractar, i havien circulat rumors sobre la seva marxa. Més tard va descriure el temps que va passar a Star Trek: La nova generació com a "trist", i en aquell moment era ben sabut que no estava contenta amb la manera com s'havia desenvolupat el seu paper. Més tard va dir que si hagués escrit més escenes per a ella similars a la que va compartir amb Worf al començament de l'episodi, no hauria volgut abandonar el programa. L'escena commemorativa de Yar es va filmar dues vegades, la primera va ser amb Crosby recitant les línies mentre mirava cap endavant, que va ser l'opció preferida del director. Tanmateix, finalment es va utilitzar una versió amb ella mirant cap a cadascun dels altres personatges al seu torn. Scanlan va dir més tard "No em preguntis com sabia on estarien posats". Les llàgrimes de Marina Sirtis a l'escena eren reals; va ser senyalada per Crosby davant la càmera. "Pell de diable" no va ser l'últim episodi de la primera temporada en què va aparèixer Denise Crosby. "Simbiosi" es va filmar després d'aquest episodi, però es va emetre abans a la sèrie. Crosby també tornaria més tard al paper de Yar a "L'Enterprise del passat"; al final de la sèrie, "Totes les  coses bones..."; i com la filla meitat romulana de Yar, Sela, en diversos episodis. Les estrelles convidades a "Pell de diable" foren Walker Boone com a Leland T. Lynch, Brad Zerbst com a infermera i Raymond Forchion com a Ben Prieto. Tot i que aquest episodi va marcar la mort de Yar, Crosby seria acreditada als tres episodis restants de la primera temporada.

### Efectes de la criatura
Originalment, Armus estava pensat per basar-se en l'estil del grup de teatre Mummenschanz, però va ser descartat a favor d'una criatura de tipus "sudari ". El director Joseph L. Scanlan estava decidit a fer creïble la criatura, i tenia com a objectiu que la criatura s'aixequés de la taca d'oli, dibuixant-la amb ell. Es va fer una prova amb una figura en miniatura d'Armus que es fon amb la intenció de reproduir-la al revés, però no va proporcionar l'efecte requerit. La construcció del vestit per a Mart McChesney per portar com a Armus es va dividir entre dos equips. Michael Westmore i Gerald Quist van passar un dia esculpint el cap, mentre que la construcció del cos va ser subcontractada a una empresa externa. McChesney com Armus fou baixat dins i fora de l'oli mitjançant una reixa sota la superfície. Tot i que el cap es va dissenyar per permetre la neteja ràpida de les vies respiratòries de McChesney en cas que hi hagués un problema, no es va incloure cap tanc d'oxigen a la construcció i, per tant, va haver de contenir la respiració mentre estava sota la superfície de petroli. Els membres de la tripulació van fer un seguiment del temps durant el qual va estar utilitzant un cronòmetre. L'oli en si era un material Metamucil soluble en aigua que es tenyia de negre amb tinta d'impressora.
Durant la producció, la tripulació va descobrir que, per alguna raó, el líquid continuava dissolent les costures del vestit, tot i que el cap no es veia afectat. S'havia demanat un vestit de seguretat abans que comencés la producció a l'últim minut, i era necessari per rodar totes les escenes. Després de començar a trencar-se, es van fer més ordres de vestits addicionals i tots els vestits utilitzats finalment es van desfer durant els quatre dies que es van utilitzar al plató. Per filmar una escena, McChesney va portar el vestit amb l'esquena oberta a causa del dany.
No es va utilitzar cap efecte òptic per crear Armus. Per a l'escena on Riker és arrossegat a l'oli, es va utilitzar un doble com a substitut de Jonathan Frakes. On la cara de Riker emergeix de l'oli, en realitat era un guix de la cara de Frakes pintada de negre. Es va col·locar a la mateixa graella que s'utilitzava per aixecar McChesney i es va filmar aixecant-se del líquid. L'efecte de contracció en la mort de Yar es va deure a que es va estirar un cable lligat al voltant de la cintura de Crosby.

## Recepció
"Pell de diable" es va emetre en redifusió durant la setmana que va començar el 29 d'abril de 1988. Va rebre una puntuació de Nielsen de 9,7, que reflecteix el percentatge de totes les llars veient l'episodi durant la seva franja horària. Això va suposar una disminució d'1,1 punts de qualificació respecte a l'episodi anterior, "Simbiosi", i va ser el mateix nivell de qualificació que va rebre l'episodi següent, "Sempre ens quedarà París".
Diversos crítics van tornar a veure Star Trek: La nova generació després del final de la sèrie. Zack Handlen per The A.V. Club va donar a l'episodi una puntuació global de C−, dient que en alguns moments l'episodi es va tornar molest, especialment quan Troi descrivia els sentiments d'Armus. Va pensar que l'escena de la mort de Yar estava fora de lloc a l'episodi i que Armus en general no era amenaçador, dient que "Assassinar Yar hauria de fer que Armus semblés molt més perillós, però és tan ploronyós, petulant i insípid que podria haver matat mitja dotzena de membres del repartiment sense deixar cap impressió". Keith DeCandido per Tor.com va pensar que la mort de Yar va ser "inútil", però pensava que era d'una manera adequada per a un oficial de seguretat a Star Trek També va sentir que era un dels millors episodis de Troi, però que Armus "falla de totes les maneres possibles com a dolent, i això depèn completament de la gent que fa els efectes visuals i el càsting de veu".
El revisor d'IGN RL Shaffer va pensar que era un "episodi ximple, ple de diàlegs terribles, que només és notable per la mort prematura de Tasha Yar". Va rebre una puntuació de cinc sobre deu, marcant-lo com un dels quatre pitjors episodis de la temporada. La mort de Yar es va incloure en una llista de les 21 "Naff Sci-Fi Deaths" per la revista SFX el 2012, i també va ser catalogat per la revista com un mal exemple d' "Episodi on algú mor".
El 2016, The Hollywood Reporter el va classificar com el 89è millor episodi de tota la franquícia Star Trek, abans de Star Trek: Discovery, assenyalant com va ser impactant que un personatge principal fos assassinat.
El maig de 2019, The Hollywood Reporter va classificar "Pell de diable" entre els principals vint-i-cinc capítols de Star Trek: La nova generació, destacant el difícil que va ser per a la tripulació perdre un membre de l'equip.

## Estrena en mitjans domèstics
"Pell de diable" es va llançar per primer cop en videocasset VHS als Estats Units i el Canadà el 11 de novembre de 1992. L'episodi es va incloure a la caixa del DVD de la primera temporada de Star Trek: La nova generació, llançada el març de 2002. Va ser inclòs com a part de la primera temporada en Blu-ray el 24 de juliol de 2012.